# مانويل سانشيز راميريز
مانويل سانشيز راميريز (بالإسبانية: Manuel Sánchez Ramírez) (12 ديسمبر 1969 بساباديل في إسبانيا - ) هو لاعب كرة قدم إسباني في مركز الدفاع. لعب مع ريال مورسيا.

## وصلات خارجية
- مانويل سانشيز راميريز على موقع قاعدة بيانات كرة القدم.إي يو (الإنجليزية)